# Claudia Puhlfürst
Claudia Puhlfürst (* 11. Mai 1963 in Zwickau) ist eine deutsche Schriftstellerin.

## Leben
Sie ist Diplomlehrerin für Biologie und Chemie und hat insgesamt 13 Jahre in Zwickau unterrichtet. Von 2000 bis 2012 arbeitete Claudia Puhlfürst für den Duden-Schulbuchverlag und den Cornelsen-Verlag als Redakteurin, Autorin von Lehrbüchern und als Schulberaterin. Das Spezialgebiet von Claudia Puhlfürst ist die Humanethologie, insbesondere die nonverbale Kommunikation. Seit 2002 ist sie als Schriftstellerin tätig, gibt Seminare zum kreativen Schreiben, schreibt Psychothriller, Jugendthriller und Kinderbücher. Sie organisiert die ostdeutschen Krimitage „Mord–Ost“.
Seit November 2012 ist sie Geschäftsführerin des Buchvolk-Verlages. Seit 2014 schreibt sie zudem unter dem Pseudonym „Eva Fürst“.
Für das Buch Blachmannle und Hodrlumpen (2025) erhielt Claudia Puhlfürst über einen Aufruf in Zeitungen und im Radio mehr als 100 kuriose Orts-Spitznamen aus dem Erzgebirge eingereicht und recherchierte zu deren Hintergründen. Das Buch listet die interessantesten Geschichten und ist damit laut Autorin „Ortslexikon, Reiseführer, Sagen- und Geschichtsbuch“.

## Veröffentlichungen

### Krimis
- Keiner kennt die Wahrheit – Mysteriöse ungelöste Kriminalfälle. Fürst, 2019, ISBN 978-3-9820681-9-0
- Die Silberfürstin: Fluch und Intrigen. Der historische Krimi für die Badewanne, Edition Wannenbuch, Chemnitz 2019, ISBN 978-3-947409-04-4.
- Die Silberfürstin: Mächtige Rivalen. Der historische Krimi für die Badewanne, Edition Wannenbuch, Chemnitz 2019, ISBN 978-3-947409-03-7.
- Die Silberfürstin: Dunkles Geheimnis. Der historische Krimi für die Badewanne, Edition Wannenbuch, Chemnitz 2018, ISBN 978-3-947409-02-0.
- Komplott an Bord. Der AIDA-Krimi für die Badewanne, Edition Wannenbuch, Chemnitz 2018, ISBN 978-3-9817870-8-5.
- Ein Einhorn taucht unter. Der Krimi für die Badewanne, Edition Wannenbuch, Chemnitz 2017, ISBN 978-3-9817870-6-1.
- Fürchte die Nacht Coppenrath, 2017, ISBN 978-3-649-67127-5.
- Lügenschwester Coppenrath, 2015, ISBN 978-3-649-62115-7.
- Der Mädchenflüsterer als „Eva Fürst“, Blanvalet, 2015, ISBN 978-3-7341-0096-3.
- Bluttänzer als „Eva Fürst“, Blanvalet, 2014, ISBN 978-3-442-38243-9.
- Das sechste Herz. Blanvalet, 2013, ISBN 978-3-442-37698-8.
- Die kleine Detektivschule – Ein Mitmachbuch für Kinder., Buchvolk-Verlag, Zwickau 2013, ISBN 978-3-9815604-7-3.
- Mord-Ost. Kriminelle Kurzgeschichten aus Sachsen, mit Dr. Annett Hartmann (Hrsg.), Buchvolk-Verlag, Zwickau 2013, ISBN 978-3-9815604-3-5.
- Mords-Ferien. Der Sachse lässt das Reisen nicht, mit Dr. Annett Hartmann (Hrsg.), Buchvolk-Verlag, Zwickau 2013, ISBN 978-3-9815604-8-0.
- Er hätte weiter gemordet – Aufsehenerregende Fälle aus der Rechtsmedizin. Militzke, Leipzig 2012, ISBN 978-3-86189-848-1.
- Mords-Sagen. Sagenhafte Kurzkrimis aus Sachsen, mit Dr. Annett Hartmann (Hrsg.), Buchvolk-Verlag, Zwickau 2012, ISBN 978-3-9815604-1-1.
- Sündenkreis. Blanvalet, München 2012, ISBN 978-3-442-37697-1.
- Sensenmann. Blanvalet, 2011, ISBN 978-3-442-37355-0.
- Dem Leben entrissen – Aktuelle authentische Kriminalfälle. Militzke, Leipzig 2010, ISBN 978-3-86189-834-4.
- Ungeheuer. Blanvalet, München 2010, ISBN 978-3-442-37354-3.
- Mords-Sachsen. Band 4: Die Sachsen lassen das Morden nicht., mit Mario Ulbrich (Hrsg.), Gmeiner, Meßkirch 2010, ISBN 978-3-8392-1052-9.
- OWL kriminell: Kurzkrimis aus Ostwestfalen-Lippe., mit Uwe Voehl (Hrsg.), Kbv, Hillesheim 2009, ISBN 978-3-940077-55-4.
- Mords-Sachsen. Band 3: Sachsen morden wieder., mit Johannes Maria Fischer (Hrsg.), Gmeiner, Meßkirch 2009, ISBN 978-3-89977-798-7
- Mords-Sachsen. Band 2: Sachsen morden weiter., mit Petra Steps (Hrsg.), Gmeiner, Meßkirch 2008, ISBN 978-3-89977-753-6.
- Rachegöttin. Gmeiner, Meßkirch 2007, ISBN 978-3-89977-720-8. (auch als Hörbuch, gelesen von Petra Pavel, Daun 2007, ISBN 978-3-86667-780-7)
- Dunkelhaft. Gmeiner, Meßkirch 2006, ISBN 3-89977-672-0.
- Eiseskälte. Gmeiner, Meßkirch 2005, ISBN 3-89977-659-3.
- Leichenstarre. Gmeiner, Meßkirch 2005, ISBN 3-89977-639-9.
- Kind vermisst. Manfred Lies-Verlag, 2002, ISBN 3-9806449-7-9.

### Andere
- Blachmannle und Hodrlumpn: Das Erzgebirge-Buch. - Von Spitznamen und anderen Kuriositäten im Erzgebirge. Edition Wannenbuch & Paperento Verlag, Chemnitz 2025, ISBN  978-3-947409-65-5.
- Schreibwerkstatt: Deutsch aktiv Oberstufe. Duden Schulbuch, Berlin/Mannheim 2009, ISBN 978-3-8355-6522-7.
- Duden. Basiswissen Schule. Chemie., mit Christine Ernst und Martin Schönherr, 3. aktualisierte Auflage. Bibliographisches Institut, Mannheim 2007, ISBN 978-3-411-71472-8.
- Duden SMS – Schnell-Merk-System. Chemie. Bibliographisches Institut, Mannheim 2003, ISBN 3-411-72492-7.
- Duden SMS – Schnell-Merk-System. Biologie. Bibliographisches Institut, Mannheim 2003, ISBN 3-411-70299-0.